# ルワンダ王国

ルワンダ王国
Ubwami bw'u Rwanda（ルワンダ語）
Kingdom of Rwanda（英語）
Royaume du Rwanda（フランス語）

ルワンダ王国（ルワンダおうこく）は遅くとも14世紀から1962年まで存続した東アフリカの国家。現在のルワンダに一致する領域を支配していた。王家は11世紀から継続しているとの伝承がある。

## 歴史
ルワンダ王家は伝承上1350年頃から始まったとされ、3代目のニギィニャ朝時代に後のルワンダの領域が欧米諸国の侵略を受けた。ムワミは少数派の牛牧民ツチのパトロン・クライアント関係の頂点にあり、ムハジ湖周辺から徐々に支配を広げたが、周辺部は農耕民フツの支配が維持されていた。第一次世界大戦終結まではドイツ領東アフリカとして植民地支配を受け、ドイツの敗戦後はルアンダ＝ウルンディとしてベルギーの支配下に置かれた。この間に、ドイツ軍やベルギー軍の武力によりツチの王権・首長制が強化され、ハム仮説によりツチとフツの「人種」的分離とツチによる間接支配体制が構築された。
1959年7月、国王（ムワミ）ムタラ3世がベルギー当局によるワクチン接種後に不可解な死を遂げ、弟のジャン＝バティスト・ンダヒンドゥルワがキゲリ5世として即位。これに伴い、ツチ人とベルギー当局の関係は急速に悪化する。同年11月、フツ人政党パルメフツの指導者の一人ドミニク・ムボニュムトゥワがツチに襲撃されたことを契機にフツ人の大規模な反乱（万聖節の騒乱）が発生し、ベルギー軍は軍政を施行した。ルワンダは自治権を獲得した。
1961年、キゲリ5世がキンシャサにて開催される国際連合事務総長ダグ・ハマーショルドとの会談へ外遊中、ベルギーの支援を受けたドミニク・ムボニュムトゥワがクーデターを起こし、王政存廃に関する国民投票を実施する。その結果、キゲリ5世は廃位され、共和制国家の樹立が決定された。
1962年、ルワンダ共和国として完全に独立するが、政情不安が後のジェノサイド（ルワンダ内戦）に繋がることとなる。

## 歴代国王
ルワンダの国王はムワミと呼ばれ、ブルンジにも同様の君主号を持つ国王が存在した。最盛期にはキブ湖の対岸の後のコンゴ民主共和国キヴ地方東部にも勢力を及ぼしニャルワンダやニャムレンゲと呼ばれる人々が移住し、難民の一部もコンゴに逃れた。

### 第一王朝
- ンダヒロ1世（1350年 - 1386年）
- ンドバ（1386年 - 1410年）
- サメンベ（1410年 - 1434年）
- ンソロ（1434年 - 1458年）
- ルガンズ1世（1458年 - 1482年）
- シイリマ1世（1482年 - 1506年）

### 第二王朝
- キゲリ1世（1506年 - 1528年）
- ミバンブウェ1世（1528年 - 1552年）
- ユヒ1世（1552年 - 1576年）
- ンダヒロ2世（1576年 - 1600年）

### 第三王朝
- ルガンズ2世（1600年 - 1624年）
- ムタラ1世（1624年 - 1648年）
- キゲリ2世（1648年 - 1672年）
- ミバンブウェ2世（1672年 - 1696年）
- ユヒ2世（1696年 - 1720年）
- カレメーラ（1720年 - 1744年）
- シイリマ2世（1744年 - 1768年）
- キゲリ3世（1768年 - 1792年）
- ミバンブウェ3世（1792年 - 1797年）
- ユヒ3世（1797年 - 1830年）
- ムタラ2世（1830年 - 1853年）
- キゲリ4世（1853年 - 1895年）
- ミバンブウェ4世（1895年 - 1896年）
- ユヒ5世（1896年 - 1931年）
- ムタラ3世（1931年 - 1959年）
- キゲリ5世（1959年 - 1961年）

### 王位請求者
- キゲリ5世（1961年 - 2016年）
- ユヒ6世（2016年 - ）

## 脚註
1. ↑  武内進一「資料：1960年代のコンゴ東部反乱とルワンダ系住民」『アジア・アフリカの武力紛争』アジア経済研究所、2001年。
2. ↑  武内進一「ルワンダ史年表」『現代アフリカの紛争を理解するために』第6章 pp.261-316. アジア経済研究所 1998年